# Franz Wickhoff (politik)
Franz Wickhoff (17. června 1827 Steyr – 20. listopadu 1885 Vídeň) byl rakouský politik z Horních Rakous, v 2. polovině 19. století poslanec Říšské rady.

## Biografie
Byl synem obchodníka s železem a sám pak profesně působil jako obchodník. Byl kupcem a obecním radou ve Steyru. Po smrti otce převzal rodinnou živnost, kterou vedl až do roku 1876.
V lednu 1867 byl zvolen na Hornorakouský zemský sněm za kurii měst, obvod Steyr. Zemský sněm ho 23. února 1867 zvolil i do Říšské rady. Zemský sněm ho do vídeňského parlamentu delegoval i roku 1870 a 1871. Uspěl rovněž v prvních přímých volbách do Říšské rady roku 1873, za městskou kurii, obvod Steyr, Kremsmünster, Kirchdorf atd. Mandát obhájil i ve volbách roku 1879 a volbách roku 1885. Poslancem byl až do své smrti v listopadu 1885. Po doplňovací volbě ho pak v parlamentu nahradil Johann Hochhauser.
V zákonodárných sborech se zaměřoval na národohospodářská a průmyslová témata. Politicky náležel k německým liberálům (centralistická a provídeňská tzv. Ústavní strana) a zapojil se do protiklerikálních polemik s lineckým biskupem Rudigierem. Po volbách v roce 1873 se uvádí coby jeden z 67 členů staroliberálního (staroněmeckého) Klubu levice, vedeného Eduardem Herbstem. Rovněž po dalších volbách je v říjnu 1879 zmiňován jako člen staroněmeckého Klubu liberálů (Club der Liberalen).
V závěru života se přestěhoval do Vídně. Zemřel v listopadu 1885 na onemocnění srdce.
Jeho synem byl historik umění Franz Wickhoff.